# 衛生福利部臺東醫院成功分院
衛生福利部臺東醫院成功分院（英語：Taitung Hospital Chenggong Branch, MOHW）位於臺灣臺東縣成功鎮，為臺東醫院轄下的一間地區性醫療院所，是臺東縣長濱鄉、成功鎮，以及東河鄉等東海岸沿海鄉鎮中唯一的大型綜合醫院。

## 沿革

### 設立背景
臺東縣長濱鄉、成功鎮，以及東河鄉等沿線在成功分院成立前均沒有任何大型醫療院所的設置，如有急重症患者都只能緊急遠送到臺東市區才能進行較妥善救治，不過臺東海岸鄉鎮狹長地形使得遠送臺東市區治療變得緩不濟急，逐於1994年5月時任成功鎮鎮長侯武成向臺灣省政府極力爭取在成功鎮設置大型醫院之要求下，終於獲得省政府方面首肯。

### 醫院成立
臺灣省政府編列新臺幣1億7千萬元於成功鎮市區中山東路面海測興建一棟地上五層，地下一層，鋼筋混凝土結構，並且可容納100張病床的小型醫院，於1999年5月18日破土動工。歷經兩年多於2001年11月竣工落成，正巧此時臺灣省政府因應精省裁撤，甫竣工的成功醫院頓時沒有上級單位，因此轉交由行政院衛生署（今行政院衛生福利部）接管，而衛生署在指定由旗下的署立臺東醫院在此設立門診部經營維護，不過此時成功醫院並沒有固定的組織編制與經費預算，全由臺東醫院支援人力與設備。
在此之後，2002年起署立臺東醫院多次對外辦理委外招標，希望以公辦民營的方式來經營成功醫院，不過經當時已在臺東地區萌發醫療體系的台東馬偕紀念醫院以及台東基督教醫院等院所，甚至成功地方開業醫療診所聯合前來評估都認為經營成功分院並無經濟效益而紛紛放棄投標，只能持續由署立臺東醫院持續經營。
2003年1月1日起成功分院對外開辦門診業務，開設內、外、眼、婦產科等四科門診以及白天急診服務等。同年3月適逢SARS疫情爆發，成功分院被衛生署指定為專責醫院，對此臺東醫院針對成功分院編列經費加裝隔離及負壓設備等，不過直到2005年SARS疫情解除後都未實際派上用場。2003年6月門診業務增設牙科。
2004年4月1日成功分院開辦24小時急診醫療及復健治療業務，成為成功鎮地區唯一擁有24小時急診服務的醫療院所。2006年1月16日為善加利用成功分院閒置碩大的病房空間，對外招標以為外經營方式開辦成功護理之家。10月1日起成功分院納入衛生署推動之「緊急醫療資源缺乏地區改善計畫」，透過成功分院醫療人力參與假日及夜間急診以改善急診服務。
2010年5月成功分院新增檢驗及X光檢查業務。2013年1月1日起開辦「衛生福利部臺東醫院附設成功海景護理之家」，同年12月24日成功分院增設六樓20張病房及血液透析病床4張，由門診部改制為地區性醫院，並更名為「衛生福利部臺東醫院成功分院」。也成為東海岸地區唯一擁有血液透析治療的醫療單位。
2016年成功分院因應成功地方要求，將原本僅有四張的血液透析並窗增設為八張。1月21日起成功分院停辦假日及夜間急診，此消息一出引發成功地區居民及地方民意代表強烈反彈，對此成功分院無奈表示起初設立急診室是配合衛服部「緊急醫療資源缺乏地區改善計畫」所開辦，並且每年均會提出計畫，由臺東縣衛生局統籌辦理，然而2016年初有兩名醫師即將退休，出現醫師短缺情形，值班表無法順利安排，導致該計畫無法持續進行，雖先前已3次向衛生局告知狀況，希望派遣醫師進駐成功分院，卻遲未獲得回應才造成今日急診室無法24小時服務的原因，爾後臺東縣衛生局表示將協調衛服部臺東醫院等單位請臺東縣地區各醫療院所協調人力支援。
2017年10月再進行血液透析室的全面改建，共增加到16張血液透析病床，並同時聘請一位腎臟專科醫師及兩位洗腎訓練合格之醫師駐院看診。臺東縣區域立法委員劉櫂豪也特別向鼎東客運協調增設成功分院站，並且調請營運臺灣好行路線的鼎東客運低底盤無障礙公車停靠此站，方便有需求之病患更為方便就診，經交通部公路總局同意申設後，除了成功分院設站，鼎東客運海線也增加8101、8102、8103、8107，以及8120等路線公車增加停靠成功分院。
成功分院長期以來受制於地理位置偏遠規模較小、院內電子醫療設備欠佳，加上駐診醫師招募不易等因素，甚至在2016年成功分院對外招募腎臟科、一般內科及復健科醫師等，開出一個月新臺幣30萬元底薪，仍乏人問津。2018年11月有鑑於此因應早在5月11日發布地「通訊診療治療辦法」，放寬遠距醫療之照護對象與模式，臺東醫院與高雄長庚紀念醫院合作，開辦全臺首創的「遠距醫療門診」服務，藉由遠距醫療門診系統，與成功分院在地醫師共同診療病，11月16日由中華民國副總統陳建仁見證下臺東醫院與高雄長庚於上午10時，透過遠距離視訊完成簽約儀式。當前開辦初期會診科目以眼科、耳鼻喉科與皮膚科為主，中期計畫擴增遠距配備，增加肝膽腸胃科與心臟內科之診療服務，後期則再視執行成效，增設其他醫療專科。

## 組織架構

### 醫療部門[12]
| 醫療部 - 門診 - 附設護理之家 - 急診 - 腎臟科 | 醫事部 - 藥劑科 - 復健科 | 護理園地 - 護理科 |

## 交通資訊
- 鼎東客運海線（現興東客運）
  - 8101、8102、8103、8107、8119、8120 成功分院站[13]。

## 資料來源
1. ↑  . 中華民國行政院衛生福利部中央健康保險署.   [2019-03-30]. （原始内容存档于2019-03-30） （中文（臺灣））.
2. 1 2 3 4 5 6 7 8 9 10  . 衛生福利部臺東醫院成功分院.   [2019-03-30]. （原始内容存档于2019-03-30） （中文（臺灣））.
3. ↑  章明哲. . 公視新聞網. 2013-12-24  [2019-03-30]. （原始内容存档于2020-08-08） （中文（臺灣））.
4. 1 2  王兆麟. . ETtoday新聞雲. 2017-10-21  [2019-03-30]. （原始内容存档于2019-03-30） （中文（臺灣））.
5. ↑  莊哲權. . 中時電子報. 2016-01-28  [2019-03-30]. （原始内容存档于2020-08-09） （中文（臺灣））.
6. ↑  文傑格達德班. . 原住民族文化事業基金會. 2016-01-21  [2019-03-30]. （原始内容存档于2020-08-11） （中文（臺灣））.
7. ↑  . NOWnews. 2017-08-21  [2019-03-30]. （原始内容存档于2019-03-30） （中文（臺灣））.
8. ↑  王秀亭. . 自由時報. 2016-11-26  [2019-03-30]. （原始内容存档于2019-03-30） （中文（臺灣））.
9. ↑  吳典叡. . 青年日報. 2018-11-16  [2019-03-30]. （原始内容存档于2019-03-30） （中文（臺灣））.
10. 1 2  . 臺東縣政府. 2018-11-13  [2019-03-30]. （原始内容存档于2020-08-12） （中文（臺灣））.
11. ↑  王兆麟. . ETtoday新聞雲. 2018-11-16  [2019-03-30]. （原始内容存档于2020-12-02） （中文（臺灣））.
12. ↑  . 衛生福利部臺東醫院成功分院.   [2019-03-30]. （原始内容存档于2019-03-30） （中文（臺灣））.
13. ↑  . 鼎東客運.   [2019-03-30]. （原始内容存档于2018-08-11） （中文（臺灣））.
14. 劉人瑋. . 蘋果日報. 2018-03-18  [2019-03-30]. （原始内容存档于2018-08-28） （中文（臺灣））.

## 外部連結
- 衛生福利部臺東醫院成功分院 （页面存档备份，存于）

23°05′57″N 121°22′40″E / 23.099285°N 121.377783°E